# Grande Prêmio de Indianápolis de Motovelocidade de 2009
O Grande Prêmio de Indianápolis de 2009 foi a décima segunda etapa da Temporada de MotoGP de 2009. Aconteceu entre os dias 28 e 30 de agosto de 2009 no Indianapolis Motor Speedway.

## Classificação da MotoGP
| Pos | No | Piloto           | Construtor | Voltas | Tempo/Aband. | Grid | Pontos |
| --- | -- | ---------------- | ---------- | ------ | ------------ | ---- | ------ |
| 1   | 99 | Jorge Lorenzo    | Yamaha     | 28     | 47:13.592    | 2    | 25     |
| 2   | 15 | Alex de Angelis  | Honda      | 28     | +9.435       | 4    | 20     |
| 3   | 69 | Nicky Hayden     | Ducati     | 28     | +12.947      | 6    | 16     |
| 4   | 4  | Andrea Dovizioso | Honda      | 28     | +13.478      | 8    | 13     |
| 5   | 5  | Colin Edwards    | Yamaha     | 28     | +26.254      | 5    | 11     |
| 6   | 52 | James Toseland   | Yamaha     | 28     | +32.408      | 10   | 10     |
| 7   | 65 | Loris Capirossi  | Suzuki     | 28     | +34.400      | 11   | 9      |
| 8   | 36 | Mika Kallio      | Ducati     | 28     | +34.856      | 15   | 8      |
| 9   | 24 | Toni Elias       | Honda      | 28     | +45.005      | 7    | 7      |
| 10  | 3  | Dani Pedrosa     | Honda      | 28     | +45.377      | 1    | 6      |
| 11  | 7  | Chris Vermeulen  | Suzuki     | 28     | +45.478      | 14   | 5      |
| 12  | 14 | Randy de Puniet  | Honda      | 28     | +52.294      | 12   | 4      |
| 13  | 44 | Aleix Espargaro  | Ducati     | 28     | +1:03.552    | 16   | 3      |
| 14  | 41 | Gabor Talmacsi   | Honda      | 28     | +1:15.086    | 17   | 2      |
| Ret | 33 | Marco Melandri   | Kawasaki   | 25     | Acidente     | 9    |        |
| Ret | 88 | Niccolo Canepa   | Ducati     | 23     | Abandono     | 13   |        |
| Ret | 46 | Valentino Rossi  | Yamaha     | 12     | Acidente     | 3    |        |

## Classificação da 250cc
| Pos | No | Piloto              | Construtor | Voltas | Tempo/Aband. | Grid | Pontos |
| --- | -- | ------------------- | ---------- | ------ | ------------ | ---- | ------ |
| 1   | 58 | Marco Simoncelli    | Gilera     | 26     | 45:43.599    | 3    | 25     |
| 2   | 4  | Hiroshi Aoyama      | Honda      | 26     | +1.943       | 2    | 20     |
| 3   | 19 | Alvaro Bautista     | Aprilia    | 26     | +4.661       | 6    | 16     |
| 4   | 63 | Mike Di Meglio      | Aprilia    | 26     | +12.776      | 1    | 13     |
| 5   | 15 | Roberto Locatelli   | Gilera     | 26     | +15.475      | 12   | 11     |
| 6   | 40 | Hector Barbera      | Aprilia    | 26     | +19.471      | 4    | 10     |
| 7   | 52 | Lukas Pesek         | Aprilia    | 26     | +22.682      | 11   | 9      |
| 8   | 55 | Hector Faubel       | Honda      | 26     | +32.809      | 10   | 8      |
| 9   | 12 | Thomas Luthi        | Aprilia    | 26     | +49.321      | 14   | 7      |
| 10  | 17 | Karel Abraham       | Aprilia    | 26     | +49.845      | 16   | 6      |
| 11  | 35 | Raffaele De Rosa    | Honda      | 26     | +53.567      | 15   | 5      |
| 12  | 25 | Alex Baldolini      | Aprilia    | 26     | +1:29.717    | 13   | 4      |
| 13  | 53 | Valentin Debise     | Honda      | 26     | +1:37.837    | 17   | 3      |
| 14  | 7  | Axel Pons           | Aprilia    | 26     | +1:46.672    | 18   | 2      |
| 15  | 56 | Vladimir Leonov     | Aprilia    | 26     | +1:46.821    | 21   | 1      |
| 16  | 11 | Balazs Nemeth       | Aprilia    | 25     | +1 volta     | 20   |        |
| 17  | 10 | Imre Toth           | Aprilia    | 25     | +1 volta     | 19   |        |
| 18  | 29 | Barrett Long        | Yamaha     | 25     | +1 volta     | 25   |        |
| 19  | 30 | Adam Roberts        | Yamaha     | 25     | +1 volta     | 23   |        |
| Ret | 14 | Ratthapark Wilairot | Honda      | 23     | Abandono     | 9    |        |
| Ret | 6  | Alex Debon          | Aprilia    | 18     | Acidente     | 8    |        |
| Ret | 16 | Jules Cluzel        | Aprilia    | 7      | Acidente     | 5    |        |
| Ret | 75 | Mattia Pasini       | Aprilia    | 5      | Abanono      | 7    |        |
| Ret | 8  | Bastien Chesaux     | Honda      | 0      | Acidente     | 22   |        |

## Classificação da 125cc
| Pos | No | Piloto             | Construtor | Voltas | Tempo/Aband. | Grid | Pontos |
| --- | -- | ------------------ | ---------- | ------ | ------------ | ---- | ------ |
| 1   | 44 | Pol Espargaro      | Derbi      | 23     | 42:07.925    | 4    | 25     |
| 2   | 38 | Bradley Smith      | Aprilia    | 23     | +0.120       | 5    | 20     |
| 3   | 24 | Simone Corsi       | Aprilia    | 23     | +0.448       | 6    | 16     |
| 4   | 18 | Nicolas Terol      | Aprilia    | 23     | +1.613       | 3    | 13     |
| 5   | 60 | Julian Simon       | Aprilia    | 23     | +1.801       | 1    | 11     |
| 6   | 93 | Marc Marquez       | KTM        | 23     | +19.345      | 9    | 10     |
| 7   | 17 | Stefan Bradl       | Aprilia    | 23     | +19.358      | 15   | 9      |
| 8   | 6  | Joan Olive         | Derbi      | 23     | +25.611      | 10   | 8      |
| 9   | 73 | Takaaki Nakagami   | Aprilia    | 23     | +29.240      | 19   | 7      |
| 10  | 77 | Dominique Aegerter | Derbi      | 23     | +29.707      | 17   | 6      |
| 11  | 99 | Danny Webb         | Aprilia    | 23     | +30.464      | 11   | 5      |
| 12  | 94 | Jonas Folger       | Aprilia    | 23     | +44.460      | 21   | 4      |
| 13  | 39 | Luis Salom         | Aprilia    | 23     | +44.549      | 20   | 3      |
| 14  | 71 | Tomoyoshi Koyama   | Loncin     | 23     | +45.328      | 16   | 2      |
| 15  | 33 | Sergio Gadea       | Aprilia    | 23     | +45.435      | 7    | 1      |
| 16  | 88 | Michael Ranseder   | Aprilia    | 23     | +45.479      | 14   |        |
| 17  | 8  | Lorenzo Zanetti    | Aprilia    | 23     | +45.998      | 24   |        |
| 18  | 11 | Sandro Cortese     | Derbi      | 23     | +53.791      | 2    |        |
| 19  | 16 | Cameron Beaubier   | KTM        | 23     | +1:01.179    | 23   |        |
| 20  | 12 | Esteve Rabat       | Aprilia    | 23     | +1:02.814    | 22   |        |
| 21  | 7  | Efren Vazquez      | Derbi      | 23     | +1:14.891    | 8    |        |
| 22  | 69 | Lukas Sembera      | Aprilia    | 23     | +1:16.320    | 28   |        |
| 23  | 14 | Johann Zarco       | Aprilia    | 23     | +1:31.218    | 13   |        |
| 24  | 87 | Luca Marconi       | Aprilia    | 23     | +1:31.569    | 27   |        |
| 25  | 10 | Luca Vitali        | Aprilia    | 23     | +1:51.274    | 31   |        |
| Ret | 29 | Andrea Iannone     | Aprilia    | 20     | Abandono     | 12   |        |
| Ret | 35 | Randy Krummenacher | Aprilia    | 17     | Acidente     | 25   |        |
| Ret | 45 | Scott Redding      | Aprilia    | 11     | Abandono     | 26   |        |
| Ret | 5  | Alexis Masbou      | Loncin     | 7      | Abandono     | 29   |        |
| Ret | 74 | Ben Young          | Aprilia    | 3      | Abandono     | 32   |        |
| Ret | 32 | Lorenzo Savadori   | Aprilia    | 3      | Abandono     | 18   |        |
| Ret | 75 | Miles Thornton     | Aprilia    | 1      | Acidente     | 30   |        |